# 福斯特巴赫河
51°24′11.6″N 6°53′46.35″E / 51.403222°N 6.8962083°E

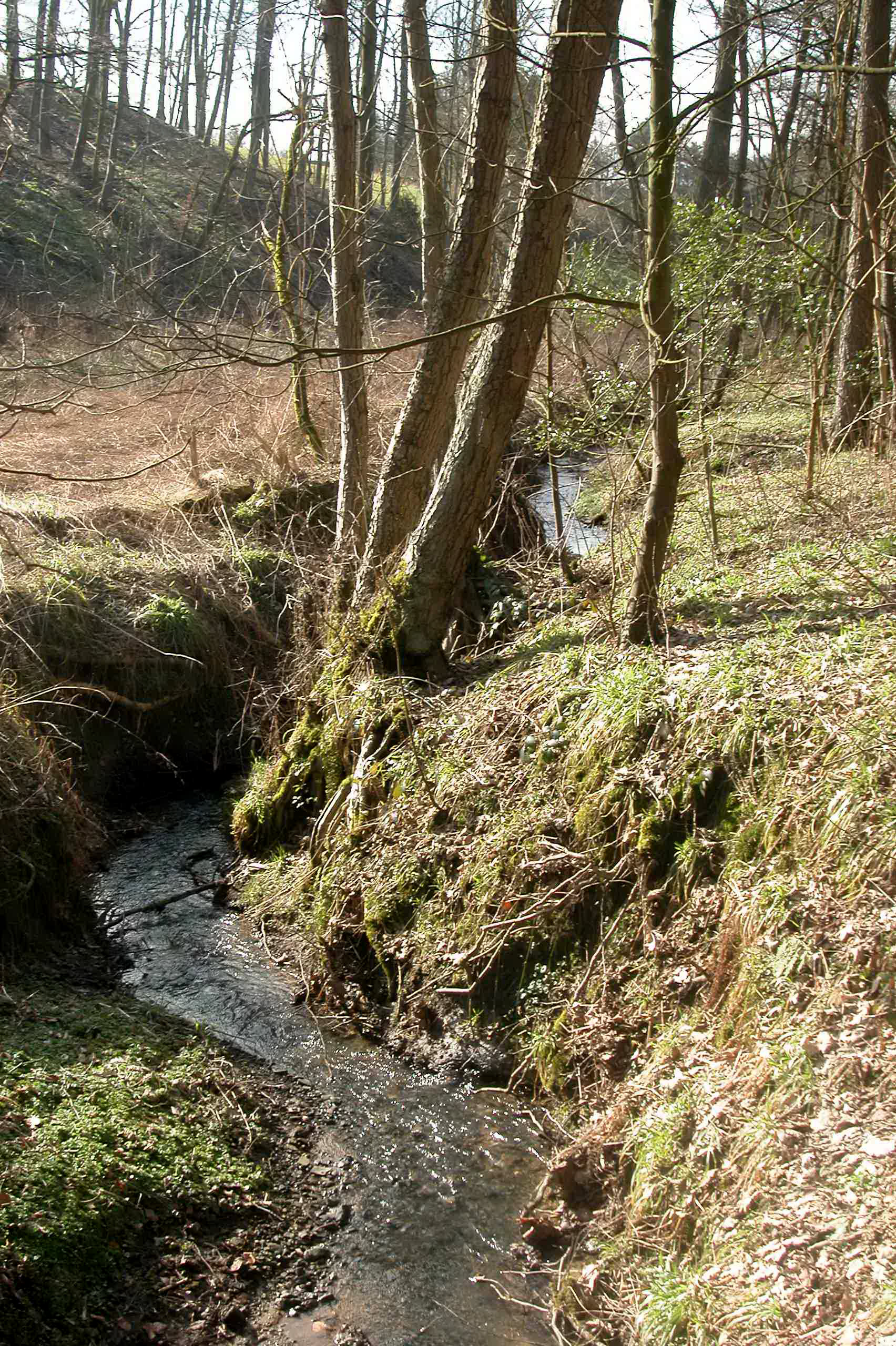
福斯特巴赫河

福斯特巴赫河（德語：Forstbach），是德國的河流，位於該國西部，流經北萊茵-威斯特法倫州，屬於魯爾河的右支流，河道全長2.9公里，流域面積3.1平方公里。